# رولف رمگارد
رولف رمگارد (انگلیسی: Rolf Rämgård؛ زادهٔ ۳۰ march ۱۹۳۴ (۹۰ سال)) ورزشکار اسکی صحرانوردی اهل سوئد است.
وی در مسابقات کشوری و بین‌المللی در مجموع برندهٔ ۱ مدال نقره، ۱ مدال برنز شده‌است.